# أوشان جاكير
أوشان جاكير (بالتركية: Ushan Çakır)‏ هو ممثل تركي، ولد في 23 مايو 1984 بإزمير في تركيا.

## وصلات خارجية
- أوشان جاكير على موقع IMDb (الإنجليزية)
- أوشان جاكير على موقع روتن توميتوز (الإنجليزية)
- أوشان جاكير على موقع قاعدة بيانات الأفلام العربية
- أوشان جاكير على موقع ألو سيني (الفرنسية)
- أوشان جاكير على موقع أول موفي (الإنجليزية)
- أوشان جاكير على موقع قاعدة بيانات الفيلم (الإنجليزية)
- أوشان جاكير على موقع كينوبويسك (الروسية)